# Книтлова, Блажена
Блажена Книтлова (чеш. Blažena Knittlová; 8 февраля 1931 года) — фигуристка из Чехословакии, серебряный призёр чемпионата Европы 1948 года в парном катании. Выступала в паре с Карелом Возаткой.
В 1948 году пара приняла участие на чемпионате мира и олимпийских играх, где заняла 9 и 16 место соответственно.

## Спортивные достижения
| Соревнования/Сезоны | 1948 |
| ------------------- | ---- |
| Зимние Олимпиады    | 16   |
| Чемпионаты мира     | 9    |
| Чемпионаты Европы   | 2    |